# اودان-لو-رومون
اودان-لو-رومون (به فرانسوی: Audun-le-Roman) یک کمون در فرانسه است که در canton of Audun-le-Roman واقع شده‌است. اودان-لو-رومون ۷٫۵۷ کیلومتر مربع مساحت دارد ۳۶۱ متر بالاتر از سطح دریا واقع شده‌است.